# Matias Biljaka
Matias Biljaka (* 20. Januar 1999 in Wien) ist ein kroatischer Wasserballspieler. Er gewann bis 2024 mit der kroatischen Nationalmannschaft eine Silbermedaille bei Olympischen Spielen sowie eine Goldmedaille bei Weltmeisterschaften. Bei Europameisterschaften erkämpfte er je einmal Gold und Silber. 

## Sportliche Karriere
Matias Biljaka hat ein Studium der Physiotherapie abgeschlossen. Der 1,99 Meter große Biljaka spielt bei VK Jadran Split.
Biljaka gewann mit der kroatischen Auswahl 2016 bei der Jugendweltmeisterschaft. 2017 wurde er Zweiter bei der Juniorenweltmeisterschaft. 2019 belegte er im Juli den siebten Platz bei der Universiade. Im Dezember wurde er Vierter der Juniorenweltmeisterschaft.
Ab 2018 spielte Biljaka in der Nationalmannschaft. Bei der Europameisterschaft 2022 in Split gewannen die Kroaten das Halbfinale mit 11:10 gegen Italien und siegten im Finale mit 10:9 über Ungarn. Im Januar 2024 bei der in Zagreb und Dubrovnik ausgetragenen Europameisterschaft bezwangen die Kroaten im Halbfinale die Ungarn. Im Finale unterlagen sie den Spaniern mit 10:11. Einen Monat später bei der Weltmeisterschaft in Doha gewannen die Kroaten im Viertelfinale mit 15:13 gegen die Serben. Sowohl das Halbfinale gegen Frankreich als auch das Finale gegen die Italiener gewannen die Kroaten erst im Penaltyschießen. Bei den Olympischen Spielen 2024 in Paris belegten die Kroaten in der Vorrunde den vierten Platz. Im Viertelfinale besiegten sie die Spanier und im Halbfinale die Ungarn. Im Finale trafen sie auf Serbien, den Vierten der anderen Vorrundengruppe, und unterlagen 11:13. Matias Biljaka hatte im Finale nur etwas unter zehn Minuten Spielzeit.